# La Bana
La Bana és una petita caseria del terme municipal de Tírvia, a la comarca del Pallars Sobirà.
Està situada al nord-oest de Tírvia, a prop de l'extrem nord del terme municipal. És a la dreta de la Noguera de Cardós, al capdavall del contrafort de llevant del Roc dels Malls.
S'hi accedeix per una carretera local que hi puja des del punt quilomètric 4 de la carretera L-504, just a la cruïlla de sota Tírvia, d'on arrenca cap al nord-est la carretera L-510. La carretera que puja a la Bana arrenca des d'aquesta cruïlla cap al nord-oest.

## Etimologia
Joan Coromines postula per a la Bana un origen basat en l'adjectiu llatí vanus (buit, còncau), fent referència al lloc on està enclavat aquest poblet.

## Geografia
El poblet de la Bana, situat a la dreta de la Noguera de Cardós ja fora dels límits de la Vall de Cardós, és un poble petit i dispers, que presenta dos nuclis bàsics: el de més a prop del riu, lleugerament enlairat damunt seu, és format per un parell d'edificacions, mentre que el més allunyat i enlairat compta amb unes tres o quatre edificacions més.